# Бойманс – Ван Бьонинген
„Бойманс – Ван Бьонинген“ (на нидерландски: Museum Boijmans Van Beuningen) е художествен музей в Ротердам, сред най-големите в Нидерландия.

## История
Музеят е създаден през 1847 г. на основата на частна колекция на Франс Якоб Ото Бойманс, завещана на град Ротердам. Носи името Музей „Бойманс“. През 1958 г. колекцията се попълва с експонати от колекцията на предприемача Даниел Георг ван Бьонинген (Daniël George van Beuningen) и така музеят получава съвременното си название.
През 1935 г. нидерландският архитект Адриан ван дер Стьор построява сградата за музея, а през 1972 г. тя е разширена.

## Творби
В колекцията на музея се съхраняват произведения на европейски автори от XV век до наши дни (живопис, скулптура, графика, предмети на декоративно приложното изкуство; декоративно изкусство от Азия.
В колекцията на музея са представени Иеронимус Бош (4 артефакта), Питер Брьогел Стария (1), Рембранд Херменс ван Рейн (4), Франс Халс (3), Ян ван Ейк (7), Петер Паул Рубенс, Якоб Йорданс, Винсент ван Гог, Салвадор Дали (3), Рене Магрит (2), Василий Василиевич Кандински (1) и др.
В предвоените години музеят получава печална известност във връзка с придобиването за баснословни суми на фалшификати от „стари майстори“, изпълнени от Хан ван Мегерен.
- Шедьоври от колекцията
- Иеронимус Бош Блудният син 1494 – 1516
- Питер Брьогел Стария
 Малката Вавилонска кула 1563
- Уилям Клас Хеда Натюрморт 1634
- Рубенс, Портрет на жена 1640
- Рембранд, „Титус ван Рейн“ 1655
- Питер де Хох, Празна чаша 1652
- Алфред Сисле,
 Плодна градина през пролетта 1881
- Клод Моне, 
Домът на рибаря 1882
- Винсент Ван Гог, 
Портрет Арман Рулен 1888